# 484

484(사백팔십사)는 483보다 크고 485보다 작은 자연수다.

## 수학
- 합성수로, 그 약수는 1, 2, 4, 11, 22, 44, 121, 242, 484다. 진약수의 합은 447이므로, 484는 부족수다.
- {\displaystyle 484=22\times 22}
  - 22번째 제곱수(222)다. 앞의 제곱수는 441, 다음은 529다.
  - {\displaystyle ab\times ba}의 꼴로 나타낼 수 있는 수열의 22번째 수다. 이 수열의 앞의 수는 252, 다음 수는 736이다. (OEIS의 수열 A061205)
- 회문수다.
- {\displaystyle 3^{10}-1}은 484로 나누어떨어진다.

## 과학
- NGC 484(영어판): 큰부리새자리 방향에 있는 타원은하.

## 교통
- 일본 484번 국도(일본어판): 오카야마현 비젠시에서 다카하시시까지 이어지는 일본의 국도.
- 현도 제484호선

## 군사
- U-484(영어판): 제2차 세계 대전에 사용된 나치 독일의 군용 잠수함.

## 문화유산
- 대한민국의 보물 제484호: 김용 호종일기
- 대한민국의 사적 제484호: 거제현 관아

## 방송
- 스카이라이프의 애니플러스 채널 번호.

## 기타
- 연도: 484년, 기원전 484년